# Зверинац
Зверінац (хорв. ) — острів в  Хорватії, в центральній частині  Далмації, належить до Задарської жупанії.

## Географія
Острів розташований між незаселеним островом Тун Велі і північним узбережжям острова Дугі-Оток.
Площа острова — 4,18 км ², довжина — 5,8 км, ширина 1,1 км. Довжина берегової лінії — 14,274 км. Найвища точка острова — пагорб Кліс (117 м)
За переписом 2001 року на острові проживало 59 чоловік.

## Економіка
На західному узбережжі острова є затоки Каблін і Зверінац, де розташоване єдине поселення і однойменний порт.
Острів вкритий густим підліском. Населення займається сільським господарством (виноград, оливки, інші плоди), рибальством і туризмом. Є поромне сполучення з сусідніми островами і Задаром.

## Історія
Зверінац вперше згаданий в 1421 під іменем Суіран, як власність задарського дворянина.
В поселенні є палац в стилі бароко родини Фанфонга 1746.